# Universalsynode von Ingelheim
Die Universalsynode von Ingelheim war eine Versammlung im Juni 948, die in der Remigiuskirche in Ingelheim stattfand. Sie wurde einberufen, um das Schisma am erzbischöflichen Stuhl von Reims zu klären. Mit der Anwesenheit der Könige des Ost- und Westfränkischen Reichs, 32 Erzbischöfen und Bischöfen und weiterer geistlicher Würdenträger war diese Synode eine der wichtigsten Versammlungen, die in Ingelheim stattfanden.

## Vorgeschichte
Seit 931 beanspruchten sowohl Hugo von Vermandois als auch Artold von Reims den Titel des Erzbischofs von Reims. Hugo wurde hierbei von seinem Onkel Hugo dem Großen unterstützt, dem einflussreichen Herzog von Franzien; Artold war der Favorit Ludwigs IV. von Frankreich, der faktisch kaum Macht hatte, und in England lebte, sowie Ottos I. Zuvor hatten sich bereits Synoden in Verdun im November 947 und Mouzon Anfang des Jahres 948 mit dem Schisma beschäftigt, waren jedoch zu keiner Lösung gekommen.
König Otto I. sandte daraufhin eine Bitte an Papst Agapet II., bei der Lösung des Streits zu helfen. Dieser schickte daraufhin Einladungen an ost- und westfränkische Bischöfe und sandte den Legaten Marinus von Bomarzo nach Ingelheim.

## Synode von Ingelheim
Am 7. Juni 948 wurde die Synode im Beisein der beiden Könige Otto I. und Ludwig IV. von Frankreich und von 32 Erzbischöfen und Bischöfen in der Pfalzkapelle von Ingelheim eröffnet. Der Ort wurde wohl wegen seiner verkehrsgünstigen Lage und der großen Platzkapazität gewählt.
Der beklagte Gegen-Erzbischof Hugo von Vermandois war abwesend und ließ sich auch nicht vertreten. Den Vorsitz führte der päpstliche Legat Marinus von Bomarzo. Nach Beratungen beschloss die Synode die Anerkennung Artolds als rechtmäßigen Erzbischof von Reims. Außerdem wurde das Vorgehen Hugos des Großen gegen seinen Lehnsherrn Ludwig IV. scharf verurteilt.
Daneben wurden einige kirchenrechtliche Bestimmungen verabschiedet, wie die Beschneidung des ausufernden Eigenkirchenrechts,  die jedoch keine dauerhafte Bedeutung erlangten.
Bei der Synode wurden erstmals Bischöfe für dänische Bistümer erwähnt, nämlich Leofdag von Ribe, Hored von Schleswig und Reginbrand von Aarhus. Dafür, dass sie auf der Synode geweiht wurden, gibt es aber keinerlei Anhaltspunkte.
Auch über eine Gründung von Bistümern in Brandenburg und Havelberg wurde wahrscheinlich nicht beraten.
Die Beratungen endeten wahrscheinlich zwischen dem 9. und 11. Juni.
Es wurde zu einer weiteren Synode zum 7. September nach Trier geladen.

## Teilnehmer
Die Synode von Ingelheim war die zahlenmäßig größte Kirchenversammlung seit längerer Zeit, an ihr nahmen 31 Erzbischöfe und Bischöfe, sowie zahlreiche Äbte und weitere Kleriker teil. Teilnehmer waren unter anderen
- Könige

Otto I. und Ludwig IV. von Frankreich
- Päpstlicher Legat

Marinus von Bomarzo
- Erzbischöfe

alle deutschen Erzbischöfe und ein französischer
Friedrich von Mainz, Ruotbert von Trier, Wicfrid von Köln, Artold von Reims, Adeldag von Hamburg, Herold von Salzburg,
- Bischöfe

fast alle deutschen Suffraganbischöfe und zwei französische, nach Erzbistümern geordnet
Richowo von Worms, Ulrich von Augsburg, Bernhard von Halberstadt, Diethard von Hildesheim, Konrad von Konstanz, Starcand von Eichstätt, Dudo von Paderborn, Reginbald von Speyer,  Poppo von Würzburg, Adalbert von Metz, Gauzlin von Toul, Berengar von Verdun, Balderich von Utrecht, Dodo von Osnabrück, Eberis von Minden, Hildbold von Münster, Farabert von Lüttich, Fulbert von Cambrai, Rudolf von Laon, Michael von Regensburg, Adalbert von Passau, Leofdag von Ribe, Hored von Schleswig, Reginbrand von Aarhus und Wichardus von Basel

## Weitere Entwicklung
Auf Initiative König Ottos I. wurden Burgen von Anhängern Herzog Hugos erobert. Einige von dessen Bischöfen unterstellten sich König Ludwig IV. und Erzbischof Artold. Zu der Synode von Trier erschienen zum 8. September nur einige französische Bischöfe, kein einziger Deutscher, ebenso nicht der mehrmals vorgeladene Herzog Hugo. Nach drei Tagen wurde die Versammlung beendet, nachdem der Herzog exkommuniziert worden war. 950 einigte dieser sich schließlich mit dem französischen König, womit der Streit nach mehr als dreißig Jahren endlich beigelegt wurde.